# Tenenbaum, a háziátok
A Tenenbaum, a háziátok (eredeti címe: The Royal Tenenbaums) 2001-es amerikai dramedy, amelyet Wes Anderson rendezett, és Owen Wilsonnal közösen írt. A főszerepben Danny Glover, Gene Hackman, Anjelica Huston, Bill Murray, Gwyneth Paltrow, Ben Stiller, Luke Wilson és Owen Wilson látható.

## Cselekmény
Három testvér, akik a maguk nemében mind tehetségesek, sikert élveznek, viszont külön élnek. A testvérek családjának újra kell egyesülniük, amikor az apjuk bejelenti, hogy halálán van.

## Szereplők
A film főszereplői mind híres színészek.  A filmet Alec Baldwin narrálja. A szereplők a következők:
| Szerep                   | Színész               | Szinkronhang        |
| ------------------------ | --------------------- | ------------------- |
| Royal Tenenbaum          | Gene Hackman          | Tordy Géza          |
| Etheline Tenenbaum       | Anjelica Huston       | Pécsi Ildikó        |
| Margot Tenenbaum         | Gwyneth Paltrow       | Majsai-Nyilas Tünde |
| Chas Tenenbaum           | Ben Stiller           | Kálloy Molnár Péter |
| Richie Tenenbaum         | Luke Wilson           | Görög László        |
| Eli Cash                 | Owen Wilson           | Stohl András        |
| Henry Sherman            | Danny Glover          | Kristóf Tibor       |
| Raleigh St. Clair        | Bill Murray           | Csankó Zoltán       |
| Mesélő (hangja)          | Alec Baldwin          | Csernák János       |
| Porfogó                  | Seymour Cassel        | Izsóf Vilmos        |
| Pagoda                   | Kumar Pallana         | Kun Vilmos          |
| Ari Tenenbaum            | Grant Rosenmeyer      |                     |
| Uzi Tenenbaum            | Jonah Meyerson        |                     |
| Fiatal Chas Tenenbaum    | Aram Aslanian-Persico |                     |
| Fiatal Margot Tenenbaum  | Irene Gorovaia        |                     |
| Fiatal Richie Tenenbaum  | Amedeo Turturro       |                     |
| Dudley Heinsbergen       | Stephen Lea Sheppard  | Molnár Levente      |
| Fiatal Eli Cash          | James Fitzgerald      |                     |
| Peter Bradley            | Larry Pine            |                     |
| Nyomozó                  | Don McKinnon          |                     |
| Hoteligazgató            | Frank Wood            |                     |
| Walter Sherman hadnagy   | Al Thompson           | Simonyi Balázs      |
| Rachael Evans Tenenbaum  | Jennifer Wachtell     |                     |
| Hotelportás              | Donal Lardner Ward    |                     |
| Orvos                    | Dipak Pallana         | Kapácsy Miklós      |
| Sanjay Gandhi            | Sanjay Mathew         |                     |
| Chas titkárnője          | Mary Wigmore          |                     |
| Sing-Sang                | Sonam Wangmo          |                     |
| Arcápoló                 | Gita Gabriel          |                     |
| Neville Smythe-Dorleac   | Pawel Wdowczak        |                     |
| Yasuo Oshima             | Peter Leung           |                     |
| Franklin Benedict        | William Sturgis       |                     |
| Kékkardigános riporter   | Liam Craig            |                     |
| Eli nagynénje            | Sheelagh Tellerday    |                     |
| Cote d'Ivoire inas       | Max Faugno            | Seder Gábor         |
| Cote d'Ivoire rádiós     | Guido Venitucci       | Seder Gábor         |
| Frederick, boy           | Ebon Moss-Bachrach    |                     |
| Idősebb "Baumer"-rajongó | Brian Smiar           | Vizy György         |
| Idősebb "Baumer"-rajongó | Jan Austell           |                     |
| Temetőgondnok            | Rony Clanton          |                     |
| Anwar                    | Salim Malik           |                     |
| Bíró                     | Tom Lacy              |                     |
| Royal ügyvédje           | Keith Charles         |                     |
| Romataxi-sofőr           | Greg Goossen          |                     |
| Nővér                    | Saidah Arrika Ekulona |                     |
| Sanchez                  | Vic Mata              |                     |
| Ír dokkmunkás            | Michael J. Conti      |                     |
| Párizsi lány             | Tatiana Abbey         |                     |
| New Guinea-i törzstag    | Kalani Queypo         |                     |
| Punk-rocker              | Mel Cannon            |                     |
| Eli egyiptomi barátja    | Leo Manuelian         | Katona Zoltán       |
| Eli egyiptomi barátja    | Amir Raissi           |                     |
| Eli egyiptomi barátja    | Roger Shamas          |                     |
| Petersen atya            | Philip Denning        | Versényi László     |
| Rendőrtiszt              | Gary Evans            |                     |
| Mr. Levinson             | Rex Robbins           |                     |
| Elaine Levinson          | Nova Landaeus-Skinnar |                     |
| Mentő                    | Sam Hoffman           |                     |
| Mentő                    | Brian Tenenbaum       |                     |
| Mentő                    | Stephen Dignan        |                     |
| Medikus                  | Eric Chase Anderson   |                     |

## Megjelenés
A film 2001. október 5.-én mutatkozott be a New York-i Filmfesztiválon. A Touchstone Pictures forgalmazásában jelent meg. Los Angelesben és New Yorkban 2001 decemberében mutatták be. 
2002 februárjában beválogatták a Berlini Filmfesztiválra.

## Fogadtatás
A film 71.441.250 millió dollárt hozott a pénztáraknál világszerte.
Ezáltal Anderson pénzügyi szempontból legsikeresebb filmjének számított, egészen 2014-ig, amikor A Grand Budapest Hotel megelőzte.
A Rotten Tomatoes oldalán 80%-os értékelést ért el, és 7.51 pontot szerzett a tízből. A Metacritic honlapján 76 pontot szerzett a maximális százból, 34 kritika alapján. A CinemaScore oldalán átlagos minősítést ért el.
A The New York Times kritikusa, A.O. Scott pozitívan értékelte. A Variety magazin kritikusa, Todd McCarthy szerint "olyan jól van megcsinálva, mint a regény, aminek tetteti magát".
A Time kritikusa, Richard Schickel szerint a "film nem annyira elmés vagy szórakoztató, mint amilyennek hiszi magát, de megvannak a maga pillanatai". Roger Ebert három és fél csillaggal értékelte a négyből.